# Selenops insularis
Selenops insularis is een spinnensoort in de taxonomische indeling van de Selenopidae.
Het dier komt voor op de Grote Antillen en in het zuiden van Florida.
Het dier behoort tot het geslacht Selenops. De wetenschappelijke naam van de soort werd voor het eerst geldig gepubliceerd in 1881 door Eugen von Keyserling.